# Ossiannilssonola flavomarginata
Ossiannilssonola flavomarginata är en insektsart som först beskrevs av David D. Gillette och Baker 1895.  Ossiannilssonola flavomarginata ingår i släktet Ossiannilssonola och familjen dvärgstritar. Inga underarter finns listade i Catalogue of Life.